# Фудшеринг
Фудше́ринг (англ. foodsharing от food — «еда», sharе — «поделиться; совместно использовать») — это практика распределения продуктов питания, как правило с истекающим (не истёкшим) сроком годности, между членами сообщества с помощью специальных организаций или онлайн-платформ.
Фудшеринг зародился как способ предотвращения образования пищевых отходов в Германии и является проявлением экономики совместного потребления. Помимо экологической функции фудшеринг также играет социальную функцию, так как помогает обеспечить продовольствием в том числе малообеспеченные слои населения. Движение фудшеринга становится всё более актуальным, так как по данным ООН число голодающих в мире достигло 820 миллионов и продолжает расти.

## История возникновения
Движение фудшеринга возникло как инициатива по предотвращению образования пищевых отходов и повышению осведомлённости людей об этой проблеме. Первым фудшеринг-проектом считается немецкая онлайн-платформа Foodsharing.de, которая была запущена в декабре 2012 года. Сейчас на платформе зарегистрировано более 200 тысяч пользователей из Германии, Австрии, Швейцарии и других европейских стран.
По данным Продовольственной и сельскохозяйственной организации ООН, более трети произведённых продуктов питания попадает в отходы на разных стадиях производственной цепочки. Сокращение потерь и порчи продовольствия необходимо для ликвидации голода в мире и достижения глобальных целей в области устойчивого развития (Цели устойчивого развития), особенно ЦУР 2 (ликвидация голода) и ЦУР 12 (обеспечение устойчивых моделей потребления и производства).
По данным Организации по продовольствию и сельскому хозяйству ООН 2020 года, в год на одного человека в мире выбрасывают:
- США — 115 кг,
- Европа — 95 кг,
- Россия — 56 кг,
- Африка и Юго-Восточная Азия — 6-11 кг[4].

На сегодняшний день фудшерингом занимаются различные общественные организации, волонтёрские движения, а также банки продовольствия. Кроме того, существует ряд онлайн-платформ, через которые осуществляется распределение продуктов питания.

## Модели

### C2C-фудшеринг (распределение еды между физическими лицами)
В рамках С2С-модели (consumer-to-consumer — «потребитель потребителю») физические лица размещают на специальной онлайн-платформе или в социальных сетях объявления с фотографиями и описанием тех продуктов питания, которые они готовы отдать. Заинтересовавшиеся связываются с автором объявления и договариваются о месте и времени передачи продуктов. Как правило передача происходит на безвозмездной основе. Иногда через платформу распределяют не только купленные продукты, но и приготовленные дома блюда.

### B2C-фудшеринг (компании отдают еду потребителям)
B2C-моделью (business-to-consumer — «бизнес потребителю») пользуются компании-производители продуктов питания, розничные магазины и заведения общественного питания. Компании-доноры, также как и физические лица, отдают неликвидное продовольствие, чтобы снизить экологический след своей деятельности, а также проявить социальную ответственность. Некоммерческий B2C-фудшеринг основан на работе волонтёров, которые по договорённости приезжают в организацию за продуктами, а затем распределяют их между им подопечными группами социально незащищённых лиц или через C2C-фудшеринг-платформы широкому кругу пользователей.
Помимо безвозмездной передачи неликвидных продуктов нуждающимся или в целом заинтересованным лицам, во второй половине 2010-х годов запустились приложения-маркетплейсы, позволяющие ресторанам реализовывать позиции с истекающим сроком годности с большими скидками.

## Фудшеринг в России
Фудшеринг в России носит прежде всего характер благотворительных инициатив, однако развиваются и онлайн-сервисы, зарабатывающие на помощи в рациональном распределении еды с истекающим сроком годности. Среди потребителей наиболее распространённым форматом является C2C-фудшеринг, причём распределение продуктов питания происходит в основном в группах в социальных сетях. Кроме того, активное участие принимают банки продовольствия и волонтёрские группы.
Крупнейшим фудшеринг-сервисом в России на текущий момент является Фонд продовольствия «Русь». Фонд зарегистрирован в качестве некоммерческой организации (НКО) в 2012 г. Фонд безвозмездно получает продукцию с истекающим сроком годности или нарушениями маркировки или упаковки от производителей продуктов питания и розничных магазинов и передаёт их социально незащищённым категориям граждан через партнёрские благотворительные организации и социальные службы — ежегодно объём передач составляет 5-6 тысяч тонн. «Русь» также зарегистрирован как единственный банк еды в России. В рамках фонда существует система контроля качества продуктов (они проходят сортировку и отбор).
Немецкая платформа Foodsharing.de послужила образцом для создания движения «Фудшеринг» в России в 2015 году. Активисты изучили международный опыт и адаптировали его к российским реалиям.
По оценкам ТИАР-Центра, в 2018 году благодаря фудшерингу в России было спасено 7 тысяч тонн еды, тогда как ежегодно образующийся объём пищевых отходов составляет 17 млн тонн, или около 28 % ТКО, ежегодно образующихся в стране. Спасения этого объёма еды (17 млн тонн) было бы достаточно, чтобы в течение года кормить 30 млн человек, что значительно превышает официальные данные по количеству живущих за чертой бедности в России. Рыночная стоимость указанного объёма продовольствия оценивается ТИАР-Центром в 1,6 трлн руб., или 1,5 % ВВП России в 2018 г.

### Ограничения для развития движения фудшеринга
Развитию фудшеринга в России мешают законодательные ограничения. При передаче на благотворительность продукции у компании возникает необходимость уплаты НДС, при этом стоимость переданных товаров нельзя вычесть из налоговой базы по налогу на прибыль. Таким образом налоговая нагрузка на подобные передачи может достигать 40 %. Сложности представляют и правила Роспотребнадзора в отношении утилизации просроченной продукции, который предписывает уничтожать продукты питания по истечении срока годности.

## Мировой опыт фудшеринга

### Германия, Австрия, Швейцария
Крупнейший фудшеринг-сервис Foodsharing.de объединяет более 200 000 пользователей в Германии, Австрии, Швейцарии и других европейских странах. За всё время своего существования сервисом было спасено порядка 30 000 тонн продовольствия. Помимо этого, в Германии существует более 900 банков продовольствия, работающих в рамках объединения Tafel, предоставляющих на бесплатной основе продовольствие для 1,65 млн нуждающихся.

### Франция
В 2016 году во Франции был принят закон, запрещающий супермаркетам избавляться от непроданных продуктов питания, которые ещё вполне пригодны к употреблению. В связи с этим розничные магазины в обязательном порядке заключают договоры с благотворительными организациями по передаче им оставшейся продукции.
По данным Национального агентства по вопросам окружающей среды и энергосбережения, во Франции ежегодно на каждого жителя приходится до 30 килограммов разной снеди, которая оказывается на помойке. Из-за этого страна теряет от 12 до 20 миллиардов евро в год.

### США
В Америке существуют многочисленные организации по спасению продовольствия, которые собирают и доставляют еду в рефрижераторах. Большинство из них являются членами организации Feeding America (объединяет более 200 банков еды). Организации-получатели обслуживают людей с низким уровнем дохода.
По оценкам EPA, в 2015 году США произвели более 39 миллионов тонн пищевых отходов.
Некоторые организации, такие как Waste No Food, используют технологию уведомления благотворительных организаций о наличии избытка продовольствия в магазинах.